# Luis Cousiño Mac Iver
Luis Cousiño Mac Iver (Valparaíso, 8 de septiembre de 1903-Santiago de Chile, 10 de mayo de 1995) fue un destacado abogado, jurista y  profesor de derecho penal chileno.

## Primeros años de vida
Hijo de Luis Cousiño Talavera y de Julia MacIver Ovalle (8 de septiembre de 1878 - 2 de septiembre de 1953) —nieto de Enrique Mac-Iver Rodríguez y tataranieto de José Tomás Ovalle—, fue el segundo de cinco hermanos: Raquel (julio de 1902 - mayo de 1988; casada con Álvaro Vicencio Nieto), Ventura (enero 1907 - noviembre 1907), Fernando (octubre 1909 - febrero 1912) y Julia (noviembre de 1904 - enero de 1989; cónyuge de Lloyd Roberts).
Sus estudios primarios los hizo en el colegio de los Padres Franceses de Valparaíso y los secundarios en el Instituto Nacional de Santiago (1913-1919); obtuvo el título de bachiller en enero de 1920, con 17 años de edad e ingresó en la Escuela de Derecho de la Universidad de Chile, donde realizó sus estudios superiores (1920-1925); su memoria, Corpus et animus, fue publicada por la Editorial Universitaria en 1923; tres años más tarde se licenció en la Facultad de Ciencias jurídicas y Sociales con la tesis La condición suspensiva, (Imprenta Santiago, 1926) y juró como abogado el 5 de agosto de 1926.

### Matrimonio e hijos
Se casó el 20 de agosto de 1929 con Ada Noé Pizzo (18 de marzo de 1908 - 21 de noviembre de 1974). La pareja tuvo 4 hijos: Juan José (20 de agosto de 1930 - 12 de marzo de 1958), María Cecilia (casada con Patricio Daly Fisher) y María Pía, casada con el pintor Rodolfo Opazo Bernales.

## Vida pública
Ejerció su profesión primero como abogado auxiliar del Consejo de Defensa Fiscal (1929) y, posteriormente, como abogado primero del Ministerio de la Propiedad Austral (hasta julio de 1931). Fue miembro de las comisiones gubernamentales que prepararon el anteproyecto para la reforma de la Ley de Registro Civil (1928); el proyecto para la represión de los delitos de incendio (1943); la reforma Código Penal (1945); el proyecto sobre Estados Antisociales y represión de los delitos de asalto (1951); se desempeñó asimismo como abogado integrante de la Corte Suprema de Justicia de Chile.

Paralelamente al ejercicio de su profesión, Luis Cousiño se dedicó a la docencia. Comenzó en 1927 como ayudante de la Cátedra de Derecho Civil del profesor Guillermo; en 1939 comenzó a enseñar Medicina Legal y llegó a ser titular en octubre de 1941 (también lo fue de la misma materia el Instituto Superior de Carabineros desde 1943); el 8 de octubre de 1954 fue nombreado profesor extraordinario de Derecho Penal honoris causa y el 19 de enero de 1955 asumió como secretario de la Facultad de Ciencias jurídicas y Sociales;  desde el hasta la fecha.
Fue secretario general del 29 Congreso Latinoámericano de Criminología, celebrado realizado en Santiago en enero de 1941); presidente del Instituto de Ciencias Penales (1941-1953), de las Primeras Jornadas de Ciencias Penales (Santiago, octubre de 1949) y del Seminario sobre Derechos Humanos frente al Derecho y Procedimientos Penales (organizado por las Naciones Unidas y celebrado en la capital chilena en agosto de 1958). Fue delegado de Chile al 2º Congreso Mundial sobre Prevención del Delito (Londres, 1960) y secretario general de la 3ª Conferencia de Facultades de Derecho Latinoámericano (Santiago,  1963).
Entre sus cargos honoríficos destacan los de miembro correspondiente de la Academia Mexicana de Ciencias Penales y  del Instituto de Criminología de Cuba; miembro de la Société de Legislation Comparé y socio de L'Association Internationale de Droit Penal.
Escribió varios libros especializados y artículos en diversas revistas.
Falleció el 10 de mayo de 1995 y fue sepultado en el Cementerio General de Santiago, en el mausoleo de la familia de su abuelo Mac Iver.

## Obras
- Corpus et animus, Editorial Universitaria, 1923
- La condición suspensiva, Imprenta Santiago, 1926
- Herencia biológica y derecho, Editorial Nascimento, 1940
- Breve curso de Medicina Legal, Politécnico de Menores, 1941
- La falsificación de instrumento privado, Imprenta Stanley, 1941
- Manual de Medicina Legal, Editorial Jurídica de Chile; tres ediciones, la última en 1961